# Carios (guaraníes)

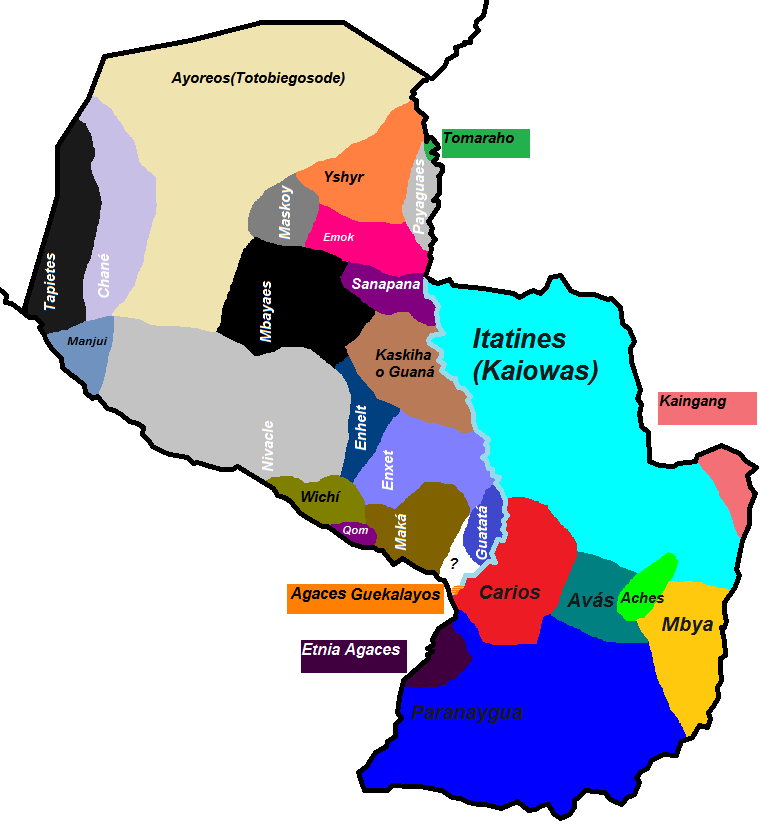
Los carios habitaron históricamente la zona centro-oeste del Paraguay.

El pueblo cario fue un pueblo amazónico de lengua caribe que habitaba en la zona donde se encuentra la actual ciudad de Asunción en Paraguay. Los carios eran descendientes de los caribes, y ostentaban con orgullo su nombre, eran pujantes guerreros. También eran los caribes más australes. Este pueblo es conocido en la Gran Asunción, gracias a que la historia precolombina paraguaya muestra que estos indígenas tuvieron un pacto simbiótico con españoles como Álvar Núñez Cabeza de Vaca.
Estos indígenas eran racialmente conocidos como guaraníes que en realidad eran caribes. Se aliaron con los paranayguas en la parte económica.

## Localización
Los grupos carios se asentaron en las zonas de La Frontera  (actual Ñemby ), el río Manduvirá, el río Tebicuary, el lago Ypacaraí, Quiindy,  Acahay, Altos, Emboscada, San Pedro y Santa Catalina (la actual Florianópolis).   

## Carios ñembyenses
Los "carios de Ñemby" eran una población indígena guaraní que habitaba en la gran comarca de Ñemby, en la zona conocida actualmente como Gran Asunción. Su territorio se extendía desde Limpio, en el norte, hasta Villeta, en el sur, pasando por Asunción, Lambaré, Villa Elisa,San Antonio, Ñemby, Ypané y Guarambaré. Estaban ubicados a lo largo de la orilla izquierda del río Paraguay, dentro del territorio más amplio de los Carios, que se encontraron entre el río Manduvirá al norte y el río Tebicuary al sur. Las tribus de otras fracciones cario se asentaron en las zonas de Guarambaré, el río Manduvirá, el río Tebicuary, el lago Ypacaraí, Quiindy, Acahay, Altos, Emboscada, y Santa Catalina (la actual Florianópolis). Branislava Sušnik se refirió a los indios de Guarambaré como "carios guarambarenses", a los de Quiindy como «carios quiindyenses» y a los del Brasil como «carios catalinenses». Estos carios eran considerados una rama del tronco guaraní y compartían características culturales y lingüísticas con otros grupos guaraníes. Vivían en aldeas situadas cerca de la costa del río, separadas entre sí por una distancia de aproximadamente 5 leguas. Andaban principalmente desnudos, aunque las mujeres en ocasiones utilizaban una prenda pubiana hecha de plumas llamada "tanga". Tenían una estatura media de 160 cm, cabello largo, pecho elevado, nariz corta y delgada, escaso vello corporal y poca barba. Algunos se tatuaban el rostro con tinta extraída del urucú, y en sus rituales pintaban sus cuerpos con zumos de frutas y raíces. Los hombres se perforaban el labio inferior y llevaban un adorno labial llamado tembetá, que representaba la masculinidad.   Eran hábiles cazadores, pescadores y agricultores.  

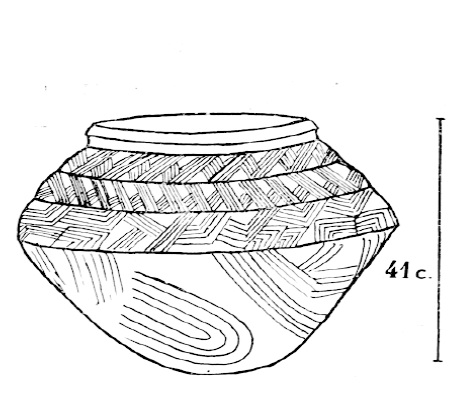
Imagen de una gran urna de cerámica blanca de los carios ñembyenses, adornada con motivos en tonos rojos, encontrada en Cañadita en 1932 por un residente mientras excavaba un pozo.

En cuanto a su organización social, vivían en aldeas agrícolas llamadas "tejy", que constaban de 3 o 4 casas comunales largas y cubiertas de paja construidas sobre horcones. Cada teýy albergaba alrededor de 60 familias, y tenían un jefe llamado "ruvichá" o "tejy-rú". Estas aldeas formaban una unión llamada "tekoá", cuyo jefe era el "mburuvichá". Practicaban la poligamia, y la cantidad de esposas que un hombre tenía estaba relacionada con su estatus político y económico.  En cuanto a su cultura y actividades diarias, los carios se dedicaban a la agricultura utilizando el sistema de roza y quema. Cultivaban productos como el mandió (maíz), la papa, el abatí, el jety, el manduví, el kumandá y el andaí. Los alimentos obtenidos eran repartidos equitativamente entre los miembros de la comunidad. También criaban patos y gallinas.  Los carios de Ñemby conocían los metales preciosos, obtenidos a través de intercambios comerciales con los chiriguanos andinos. Las mujeres lucían adornos de plata (cuarepotí) y oro (cuarepotiyú). Estos carios utilizaban plantas y hierbas medicinales para curar enfermedades y heridas, y practicaban rituales y danzas con fines terapéuticos. Además de sus actividades de subsistencia, los Carios también practicaban la guerra. Tenían como enemigos a los grupos bárbaros chaqueños y guaicurús que se encontraron al otro lado del río Paraguay. Para proteger sus aldeas de los ataques enemigos, construían empalizadas defensivas. La palabra guaicurú proviene de los carios, que es un término vulgar y grosero.

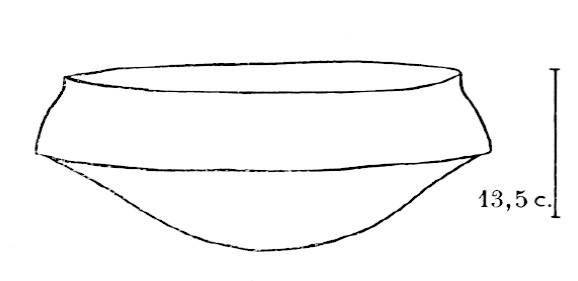
Imagen de un cuenco de arcilla amarilla de los carios ñembyenses, hallado cerca del cerro Ñemby en 1932.,

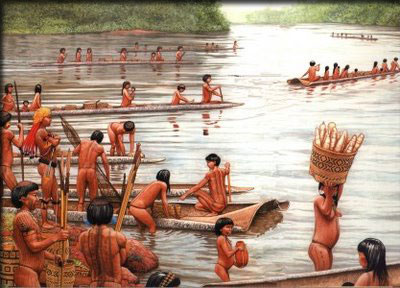
Carios de la comarca de Ñemby.

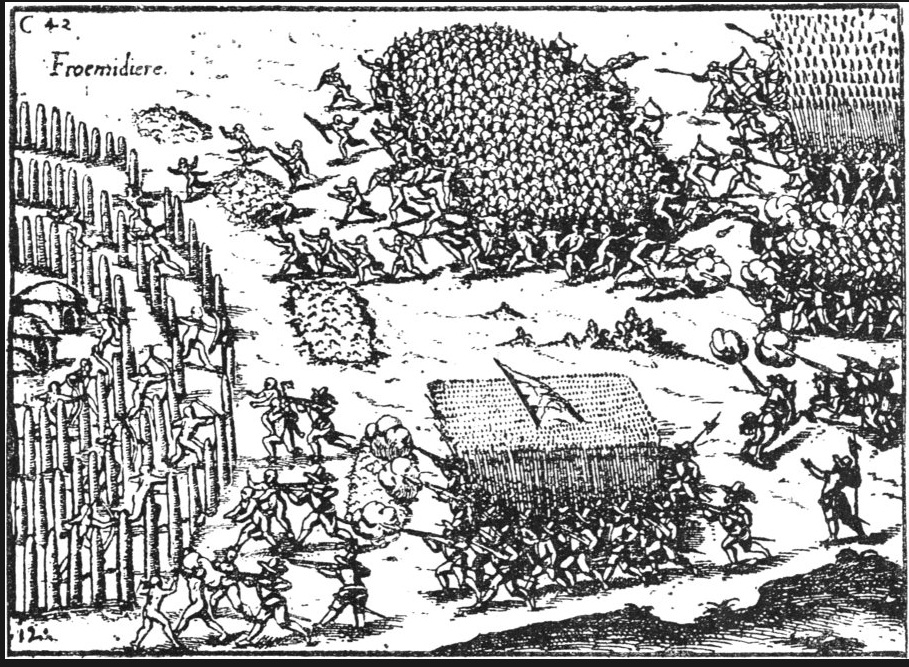
En el libro "Viaje al río de la Plata (1534-1554)" de Ulrico Schmidl, se encuentra una ilustración que ofrece la imagen más antigua conocida de La Frontera o Ñemby. Esta ilustración representa la batalla que tuvo lugar en el pueblo en 1545 en la que los carios defendieron su poblado fortificado con hileras de postes mientras se enfrentaban al ataque de los españoles y sus aliados, los indios yapirús y guatatás.Pueden verse los hoyos a modo de trampas cubiertos con ramas y hojas dentro de los cuales los carios colocaron filosas estacas.

## Conflicto con los españoles
Los antecedentes de la guerra entre los carios guaraníes y los españoles reflejan una historia de explotación, resistencia y desigualdad en el contexto colonial paraguayo. La opresión sufrida por los carios, especialmente en relación con la explotación sexual de las mujeres indígenas y las rancheadas, generó un profundo resentimiento entre ellos. Las "rancheadas" eran irrupciones violentas llevadas a cabo por los españoles durante el periodo colonial en Paraguay. Consistían en incursiones en las comunidades indígenas con el objetivo de capturar a hombres y mujeres para obligarlos a trabajar para los conquistadores. Las rancheadas tuvieron un impacto devastador en la demografía de los carios y afectaron seriamente su capacidad reproductiva.  Las mujeres en edad de procrear y trabajar eran especialmente buscadas durante estos asaltos, lo que generó un profundo desequilibrio en sus comunidades.  Estas acciones abusivas llevaron al estallido de la guerra conocida como Guarnipitán, en la que varios grupos indígenas guaraníes se unieron para luchar contra los españoles. 
A lo largo del conflicto, los carios utilizaron diversas tácticas de defensa y guerrilla para hacer frente a los españoles. Conocedores del terreno y con una gran habilidad en la guerra de emboscadas, lograron infligir importantes bajas a los invasores y mantener su resistencia durante un tiempo considerable. Sin embargo, la superioridad militar y los recursos de los españoles finalmente prevalecieron. A pesar de la valiente lucha de los carios, su resistencia no fue suficiente para contrarrestar el poderío de las fuerzas coloniales. La guerra de Guarnipitán concluyó con la derrota de los carios y el sometimiento de su pueblo a la dominación española. Este conflicto armado tuvo consecuencias significativas tanto para los carios como para los españoles. Para los carios, la guerra representó la pérdida de su autonomía y sufrimiento en manos de los colonizadores.  Además de las pérdidas humanas y la disminución demográfica causada por las rancheadas, la guerra dejó un profundo impacto en su cultura, territorio y formas de vida tradicionales. Por otro lado, los españoles consolidaron aún más su dominio sobre la región y reafirmaron su control sobre los recursos y la mano de obra indígena. A pesar de las tensiones y los conflictos, la colonización española continuó avanzando en el Paraguay y otras partes de América Latina.

## Los hallazgos arqueológicos de Jehan Albert Vellard: vestigios de los carios ñembyenses
En la década de 1930, el etnógrafo y naturalista francés Jehan Albert Vellard se embarcó en una misión en Paraguay por encargo del gobierno francés. Su principal objetivo era documentar la etnografía paraguaya y recolectar colecciones para el Museo del Trocadero en París, que hoy en día se conoce como el Museo del Hombre.   Durante su estancia en Paraguay, Vellard descubrió que las fuertes lluvias de verano y las actividades agrícolas en Ñemby ocasionalmente dejaban al descubierto objetos arqueológicos de gran interés. Estos objetos resultaron ser vestigios de los carios ñembyenses, una subdivisión de la cultura guaraní que habitaba gran parte de la zona que hoy conocemos como Gran Asunción. Los hallazgos de Vellard incluyeron una variedad de artefactos, como urnas funerarias, vasijas, cuencos y otros objetos de cerámica. Estas piezas tenían un valor arqueológico significativo, ya que proporcionaban información esencial sobre las prácticas funerarias, la cerámica y la vida cotidiana de los antiguos habitantes de la comarca de Ñemby. Además, algunos de estos objetos presentaban elaboradas decoraciones con patrones geométricos y líneas paralelas, lo que sugería un alto grado de habilidad artesanal en su elaboración. Posteriormente, Jehan Albert Vellard trasladó estos tesoros arqueológicos a Francia, donde actualmente se encuentran resguardados en el Museo de Etnografía del Trocadero y el Muséum National D'Histoire Naturelle de París. 